# Anaea morrissoni
Anaea morrissoni är en fjärilsart som beskrevs av Edwards 1883. Anaea morrissoni ingår i släktet Anaea och familjen praktfjärilar. Inga underarter finns listade i Catalogue of Life.